# Себењ
Себењ (мађ. Szebény) је село у Мађарској, у јужном делу државе. Село управо припада Мохачком срезу Барањске жупаније, са седиштем у Печују.

## Природне одлике
Насеље Себењ налази у јужном делу Мађарске. Најближи већи град је Мохач.
Историјски гледано, село припада мађарском делу Барање. Подручје око насеља је бреговито, приближне надморске висине око 150 м. Оно северозападно прелази у планину Мечек, док се југоисточно спушта до Дунава.

## Становништво
Према подацима из 2013. године Себењ је имао 319 становника. Последњих година број становника опада.
Претежно становништво у насељу чине Мађари римокатоличке вероисповести.

### Попис1910.
| Себењ                                                                                          | Себењ                                                                                                 |
| ---------------------------------------------------------------------------------------------- | --- |
| Језик                                                                                          | Вера                                                                                                  |
| укупно: 1.377 Мађарски 1.137 (82,57%) Немачки 238 (17,28%) Хрватски 1 (0,07%) остали 1 (0,07%) | укупно: 1.377 Римокатол. 1.359 (98,69%) Јевреји 16 (1,16%) Калвинисти 1 (0,07%) Православци 1 (0,07%) |